# Eunidia mimica
Eunidia mimica là một loài bọ cánh cứng trong họ Cerambycidae.